# Евер Андерсон
Евер Габо Андерсон (енгл. Ever Gabo Anderson; Лос Анђелес, 3. новембар 2007) америчка је глумица и манекенка.

## Биографија
Рођена је 3. новембра 2007. године у Лос Анђелесу. Ћерка је глумице Миле Јововић и редитеља Пола В. С. Андерсона. Има две млађе сестре — Дашијел и Осијан. Преко мајке има руско и српско порекло, а преко оца енглеско.

## Филмографија
| Улоге Евер Андерсон |                                 |               |                                     |          |
| Година              | Српски назив                    | Изворни назив | Улога                               | Напомена |
| 2016.               | Притајено зло: Коначно поглавље |               | млада Алиса Маркус / Црвена Краљица |          |
| 2021.               | Црна Удовица                    |               | млада Наташа Романова               |          |
| 2023.               | Петар Пан и Венди               |               | Венди Дарлинг                       |          |